# Coppa della Malaysia 2024-2025
La Coppa della Malaysia 2024-2025, anche nota come Unifi Piala Malaysia 2024-2025 per ragioni di sponsorizzazione, è stata la 98ª edizione della coppa nazionale malesiana, iniziata il 20 novembre 2024 e terminata il 26 aprile 2025. Si tratta della prima edizione della manifestazione giocata su due anni dall'edizione 2007-2008.
Il Johor Darul Ta'zim era il campione in carica, avendo vinto la sua quarta coppa nazionale nell'edizione 2023, e si è riconfermato conquistando la sua quinta coppa.

## Formula
Alla coppa partecipano le prime 13 squadre della Liga Super 2024-2025 e le prime tre classificate della Malaysia M3 League. La competizione si struttura con un torneo ad eliminazione diretta con partite di andata e ritorno, eccezion fatta per la finale che viene giocata in gara secca.
Per questa edizione del torneo, la determinazione delle teste di serie è effettuata in base alla classifica del campionato dopo 13 giornate: le prime 8 della Super League sono qualificate come teste di serie, mentre le altre 5 squadre di Super League e le prime 3 della M3 League sono considerate non teste di serie.

## Calendario
| Turno            | Andata              | Ritorno                       |
| ---------------- | ------------------- | ----------------------------- |
| Ottavi di Finale | 20-24 novembre 2024 | 27 novembre - 1 dicembre 2024 |
| Quarti di finale | 13-15 dicembre 2024 | 21-23 dicembre 2024           |
| Semifinali       | 17-18 gennaio 2025  | 1-2 febbraio 2025             |
| Finale           | 26 aprile 2025      | 26 aprile 2025                |

## Partite

### Ottavi di finale
| Squadra 1           | Totale | Squadra 2          | Andata | Ritorno |
| ------------------- | ------ | ------------------ | ------ | ------- |
| KL Rovers           | 0 – 9  | Johor Darul Ta'zim | 0 – 3  | 0 – 6   |
| Penang              | 0 – 3  | Kuching City       | 0 – 1  | 0 – 2   |
| Kedah               | 4 – 6  | Kuala Lumpur       | 3 – 2  | 1 – 4   |
| Kelantan Darul Naim | 1 – 6  | Perak              | 0 – 3  | 1 – 3   |
| Putrajaya SPA       | 0 – 7  | Sabah              | 0 – 4  | 0 – 3   |
| Sri Pahang          | 3 – 2  | Selangor           | 1 – 1  | 2 – 1   |
| Melaka              | 1 – 4  | Terengganu         | 1 – 4  | 0 – 0   |
| Negeri Sembilan     | 4 – 2  | PDRM               | 1 – 1  | 2 – 1   |

### Quarti di finale
| Squadra 1       | Totale | Squadra 2          | Andata | Ritorno |
| --------------- | ------ | ------------------ | ------ | ------- |
| Perak           | 3 – 4  | Sri Pahang         | 0 – 1  | 3 – 3   |
| Kuala Lumpur    | 1 – 6  | Johor Darul Ta'zim | 1 – 2  | 0 – 4   |
| Negeri Sembilan | 2 – 6  | Terengganu         | 0 – 2  | 2 – 4   |
| Kuching City    | 0 – 1  | Sabah              | 0 – 1  | 0 – 0   |

### Semifinali
| Squadra 1  | Totale      | Squadra 2          | Andata | Ritorno |
| ---------- | ----------- | ------------------ | ------ | ------- |
| Terengganu | 1 – 6       | Johor Darul Ta'zim | 0 – 4  | 1 – 2   |
| Sabah      | 2 – 3 (dts) | Sri Pahang         | 1 – 1  | 1 – 2   |

### Finale
| Arbitro: | Razlan Joffri Ali |

|                                   |           |               |
| Bergson 54’ (rig.) Arif Aiman 74’ | Marcatori | 14’ Saravanan |